# Кеннеди, Пол
Пол Майкл Кеннеди (Paul M. Kennedy; род. 17 июня 1945 г.) — британский историк, специализирующийся на истории международных отношений. Доктор, профессор Йеля, член Американского философского общества (1991) и Британской академии (2003).
Является автором книг по истории британской внешней политики и борьбе ведущих держав, в которых подчеркивает изменяющуюся базу экономической мощи — поддерживающую военную мощь, — отмечая, как снижение экономической составляющей ведет к снижению военного и дипломатического веса.

## Биография
Кеннеди родился в Уолсенд, Нортумберленд, и учился в гимназии Св. Катберта в Ньюкасл-апон-Тайне. Впоследствии он с отличием окончил Ньюкаслский университет с отличием по истории и получил докторскую степень в колледже Св. Антония в Оксфорде под руководством А. Дж. П. Тейлора и Джона Эндрю Галлахера. В период с 1970 по 1983 год он был членом исторического факультета Университета Восточной Англии. Является членом Королевского исторического общества, бывшим приглашенным научным сотрудником Института перспективных исследований в Принстоне, штат Нью-Джерси. В 2007—2008 годах Кеннеди был профессором истории и международных отношений в Лондонской школе экономики.
В 1983 году он был назначен профессором британской истории Дж. Ричардсона Дилворта в Йельском университете. Сейчас он является директором по исследованиям в области международной безопасности и вместе с Джоном Льюисом Гэддисом и Чарльзом Хиллом преподает там курс «Исследования в области глобальной стратегии». В 2012 году профессор Кеннеди начал преподавать новый курс в Йельском университете «Военная история Запада с 1500 года», развивая свое представление о военной истории как о неразрывно связанной с экономической мощью и техническим прогрессом. Известные его студенты: Джеффри Вавро (1992), Ричард Дрейтон (1999), Фарид Закария.
Его самая известная книга «Взлёты и падения великих держав» оценивает взаимодействие между экономикой и стратегией за последние пять веков. Книга была очень хорошо принята коллегами-историками: А.Дж. П. Тейлор назвал ее «энциклопедия сама по себе», а сэр Майкл Ховард назвал ее «глубоко гуманной книгой в самом лучшем смысле этого слова», переведена на 23 языка.
В своей книге «Парламент человека» 2006 года Кеннеди размышляет о прошлом и будущем Организации Объединенных Наций.
Он входит в редколлегию многочисленных научных журналов и пишет для The New York Times, The Atlantic и многих иностранных газет и журналов. Его ежемесячная колонка, посвященная текущим глобальным проблемам, распространяется по всему миру агентством Tribune Content. В 2010 году он прочитал первую лекцию Люси Хьюстон в Кембридже на тему «Инновации и промышленное возрождение».
В 2001 году он был награжден орденом Британской империи (CBE). В 2005 году Национальный морской музей наградил его медалью Кэрда за вклад в военно-морскую историю.
Кеннеди был назван лауреатом премии Хаттендорфа военно-морского колледжа США за 2014 год.

## Основные труды

### Взлёты и падения великих держав (The Rise and Fall of the Great Powers)
В книге «Взлёты и падения великих держав» (1987) Кеннеди утверждает, что экономическая и военная мощь сильно коррелировали в подъеме и падении крупных стран с 1500 года. Он показывает, что расширение стратегических обязательств ведет к увеличению военных расходов, которые в конечном итоге перегружают экономическую базу страны и вызывают ее долгосрочный спад. Его книга достигла широкой аудитории политиков за счет упоминания того, что Соединенные Штаты и Советский Союз в настоящее время переживают ту же историческую динамику, которая ранее затрагивала Испанию, Нидерланды, Францию, Великобританию и Германию, и что Соединенные Штаты должны справиться со своим собственным «имперским перенапряжением». Однако «холодная война» закончилась через два года после выхода книги Кеннеди, подтвердившей его тезис о Советском Союзе, но оставив Соединенные Штаты в качестве единственной сверхдержавы и, очевидно, находящейся на пике своей экономики. Нау (2001) утверждает, что «реалистическая» модель международной политики Кеннеди недооценивает силу национальной, внутренней идентичности или возможность окончания «холодной войны» и растущей конвергенции демократии и рынков в результате наступившего демократического мира.

### Вступление Великобритании в Первую мировую войну (British entry into World War I)
Объясняя, почему нейтральная Великобритания вступила в войну с Германией, Кеннеди (1980) признал, что для войны критически важно, чтобы Германия стала экономически более могущественной, чем Великобритания, но он преуменьшает споры по поводу экономического торгового империализма, Багдадской железной дороги, конфронтации в Восточной Европе, обвинение в политической риторике и внутренних группах давления. Опора Германии снова и снова была на чистую мощь, в то время как Британия все больше апеллировала к моральным соображениям, сыграла определенную роль, особенно в том, что она рассматривала вторжение в Бельгию, как необходимую военную тактику или серьезное моральное преступление. Немецкое вторжение в нейтральную Бельгию не имело большого значения, потому что британское решение уже было принято, и британцев больше беспокоила судьба Франции (стр. 457-62). Кеннеди утверждает, что, безусловно, главной причиной были опасения Лондона, что повторение 1870 года, когда Пруссия и немецкие государства разгромили Францию, будет означать, что Германия с мощной армией и флотом будет контролировать Ла-Манш и северо-запад Франции. Британские политики настаивали на том, что это будет катастрофой для британской безопасности.